# Wilhelm Bendz

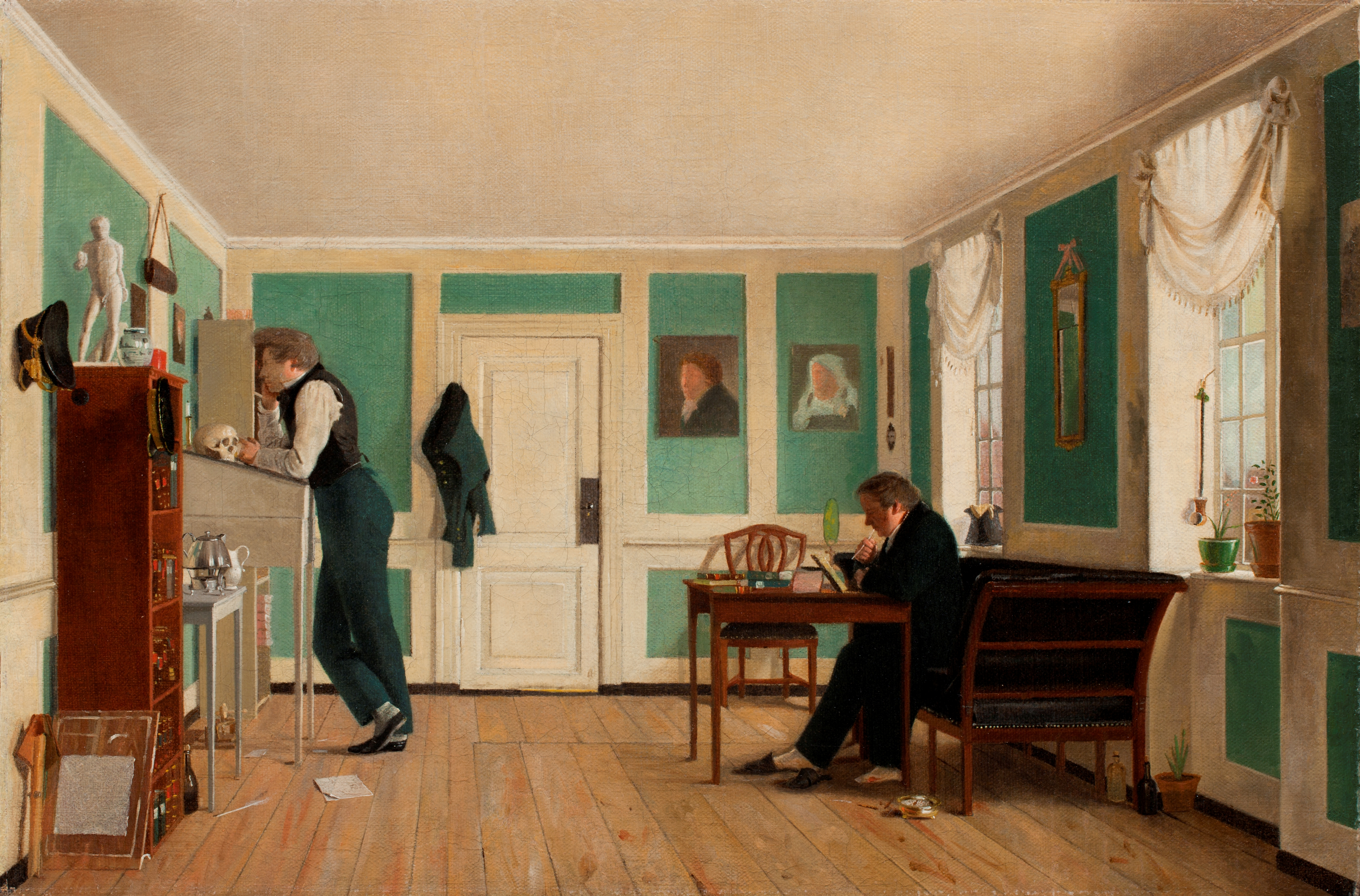
Cuarto en Amaliegade, 1826.

Un joven artista (Ditlev Blunck) observa un boceto en un espejo, 1826.

Wilhelm Ferdinand Bendz (Odense, 20 de marzo de 1804-Vicenza, 14 de noviembre de 1832), pintor de género y retratista danés, es uno de los principales personajes asociados con la Edad de Oro de la Pintura Danesa. Fue educado en la Academia Real Danesa de Arte (Det Kongelige Danske Kunstakademi) en Copenhague desde 1820 hasta 1825, obteniendo ambas medallas de plata, pero nunca la de oro. Estudió con el profesor Christoffer Wilhelm Eckersberg, pero puede que al mismo tiempo adquiriera algo de conocimiento de la pintura alemana contemporánea.
Hoy es principalmente recordado por sus muchos retratos técnicamente logrados, aunque su ambición ante todo se dirigía a una fusión refinada de retratos, escenas de género y la pintura de historia alegórica. Su virtuosismo técnico es particularmente visible en sus representaciones del juego de luz de una fuente oscurecida y las sombras resultantes. Durante su viaje a Italia, que también le hizo pasar un año en Múnich, cogió una enfermedad en los pulmones y murió a la edad de 28 añlos en 1832.
Sus muchas obras incluyen varios retratos de sus compañeros artistas, como Ditlev Blunck y Christen Christensen (ambos en el Statens Museum for Kunst), una escena de la clase de anatomía de la Academia, así como los retratos colectivos Una fiesta de tabaco (Ny Carlsberg Glyptotek) y Artistas por la tarde en la cafetería de Finck en Múnich (Museo Thorvaldsens).